# D. J. Richardson
Pour les articles homonymes, voir Richardson.
Dietrich James "D. J." Richardson, né le 11 février 1991 à Peoria dans l'Illinois, est un joueur américain de basket-ball.